# Ludwigkirchplatz
Der Ludwigkirchplatz ist ein Stadtplatz im Berliner Ortsteil Wilmersdorf. Der langgezogene achteckige Platz ist bereits auf dem Sineck-Situationsplan von 1891 als Straßburger Platz in der Abteilung V1 des Hobrecht-Plans ausgewiesen. 1895 erhielt er seinen heutigen Namen nach der inliegenden St.-Ludwigs-Kirche.

## Lage
Der Ludwigkirchplatz liegt zwischen Ludwigkirch- und Pfalzburger Straße sowie Emser und Pariser Straße inmitten einer bürgerlichen Ausgeh- und Wohngegend südlich des Kurfürstendamms. Der Platz unterbricht die Pariser Straße in ihrem Verlauf, ebenso wie die Pfalzburger Straße am östlichen Ende, die als Fußgängerzone eingerichtet ist. An der Südseite ist die Durchfahrt zur Pariser Straße unterbrochen, die Straße endet hier als Sackgasse.

## Geschichte
Ab 1885 nach Bebauungsplan als Platz A eingerichtet, wurde er um 1890 als Straßburger Platz durch Richard Thieme angelegt und am 4. November 1895, wenige Monate nach der Grundsteinlegung für die katholische Kirche St. Ludwig am 29. Juni 1895, umbenannt. Wilmersdorf machte damals eine rasante Einwohnerentwicklung durch, sodass die Einwohnerzahl zwischen 1890 und 1900 von 5.000 auf 30.000 stieg und 1910 bereits 110.000 erreichte. Zur Bauzeit der St.-Ludwigs-Kirche gab es daher ringsum noch weite Flächen unbebauten Ackerlandes. Es waren neben der Kirche überwiegend großbürgerliche, vier- und fünfgeschossige Mehrfamilienhäuser mit reich ornamentierten Fassaden und vornehmen Wohnungen im Entstehen, die auch heute noch im Wesentlichen die unmittelbare Umgebung prägen. Ausschlaggebend für den Kirchenneubau war im Jahr 1890 die Bauplatz-Schenkung der Wilmersdorfer Terrain-Aktiengesellschaft gewesen. Der Fürstbischöfliche Delegat Prälat Joseph Jahnel hatte als Repräsentant des Fürstbistums Breslau zur Linderung der Kirchennot in Wilmersdorf den später in Ludwigskirchplatz umbenannten Straßburger Platz geschenkt erhalten, der Platz gehört auch heute noch der Kirche.

## Bauwerke

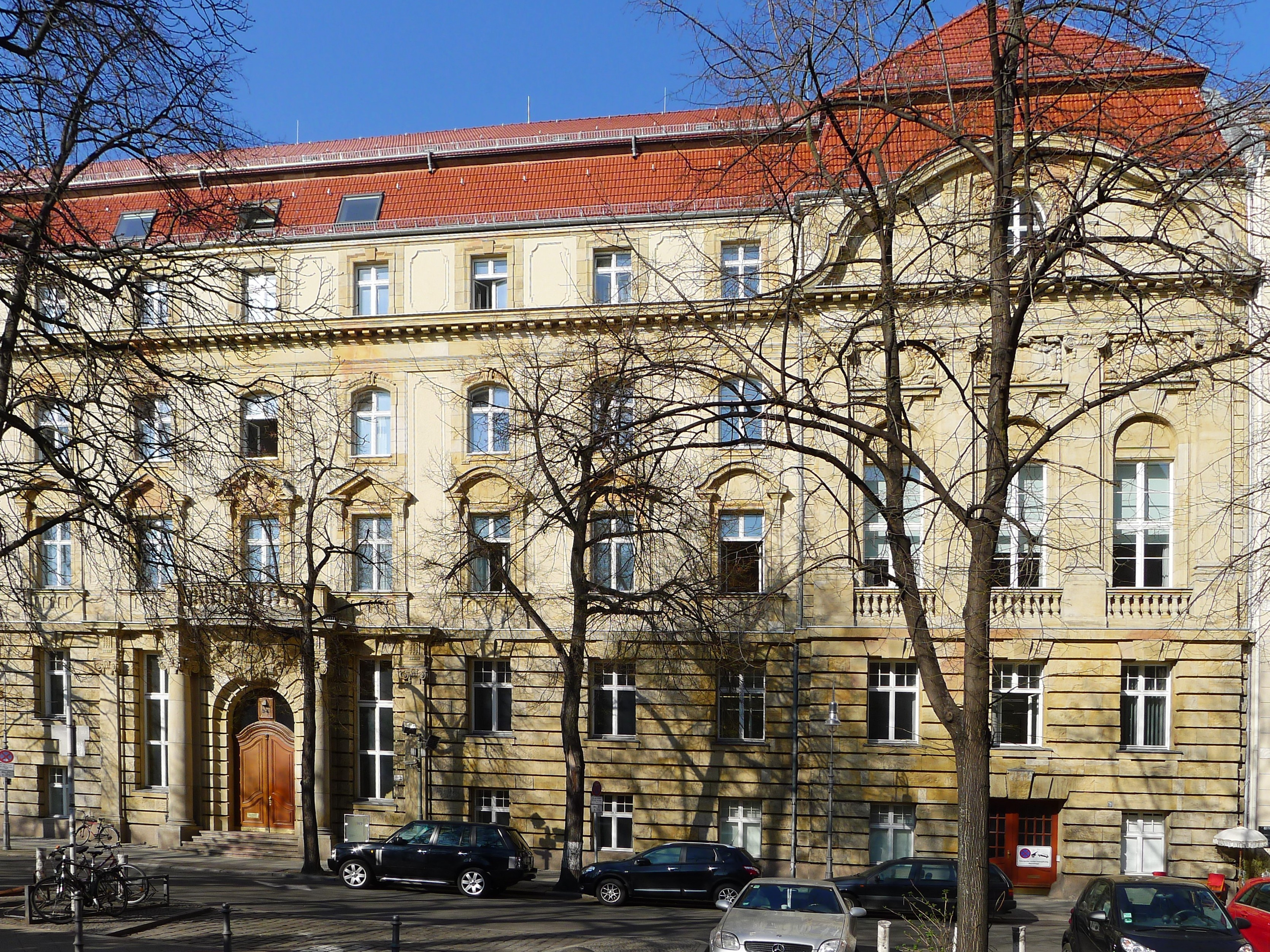
Stiftung Wissenschaft und Politik

Das zentrale Bauwerk ist die namengebende St.-Ludwigs-Kirche, erbaut von 1896 bis 1899 im neugotischen Stil nach Entwurf des Architekten August Menken. An der Nordseite (Ludwigkirchplatz 3/4) befindet sich das neobarocke Gebäude des ehemaligen Bundesaufsichtsamtes für das Versicherungswesen, ursprünglich Kaiserliches Aufsichtsamt für Privatversicherer. Es entstand von 1903 bis 1905 nach einem Entwurf des Architekten Ernst Ehrhardt und wird heute von der Stiftung Wissenschaft und Politik sowie dem Zentrum für Internationale Friedenseinsätze genutzt. Weitere erhaltene Altbebauung sind die Häuser Nr. 1 und 2 auf der Nordseite sowie die Häuser Nr. 11 und 12 auf der Südseite. Die anderen Häuser wurden während des Zweiten Weltkriegs zerstört oder beschädigt und in veränderter bzw. vereinfachter Form wieder aufgebaut. Die Kirche wurde 1943 beschädigt und zwischen 1955 und 1961 wieder hergestellt.
Das Haus Nr. 10 ist das Haus Sankt Ludwig der katholischen Sankt-Ludwig-Gemeinde. Hier befindet sich das Pfarrbüro, ein Kindergarten mit Hort sowie ein Kloster, das von fünf Patres des Franziskanerordens bewohnt wird, die als Priester in der Gemeinde tätig sind.

## Platzanlage

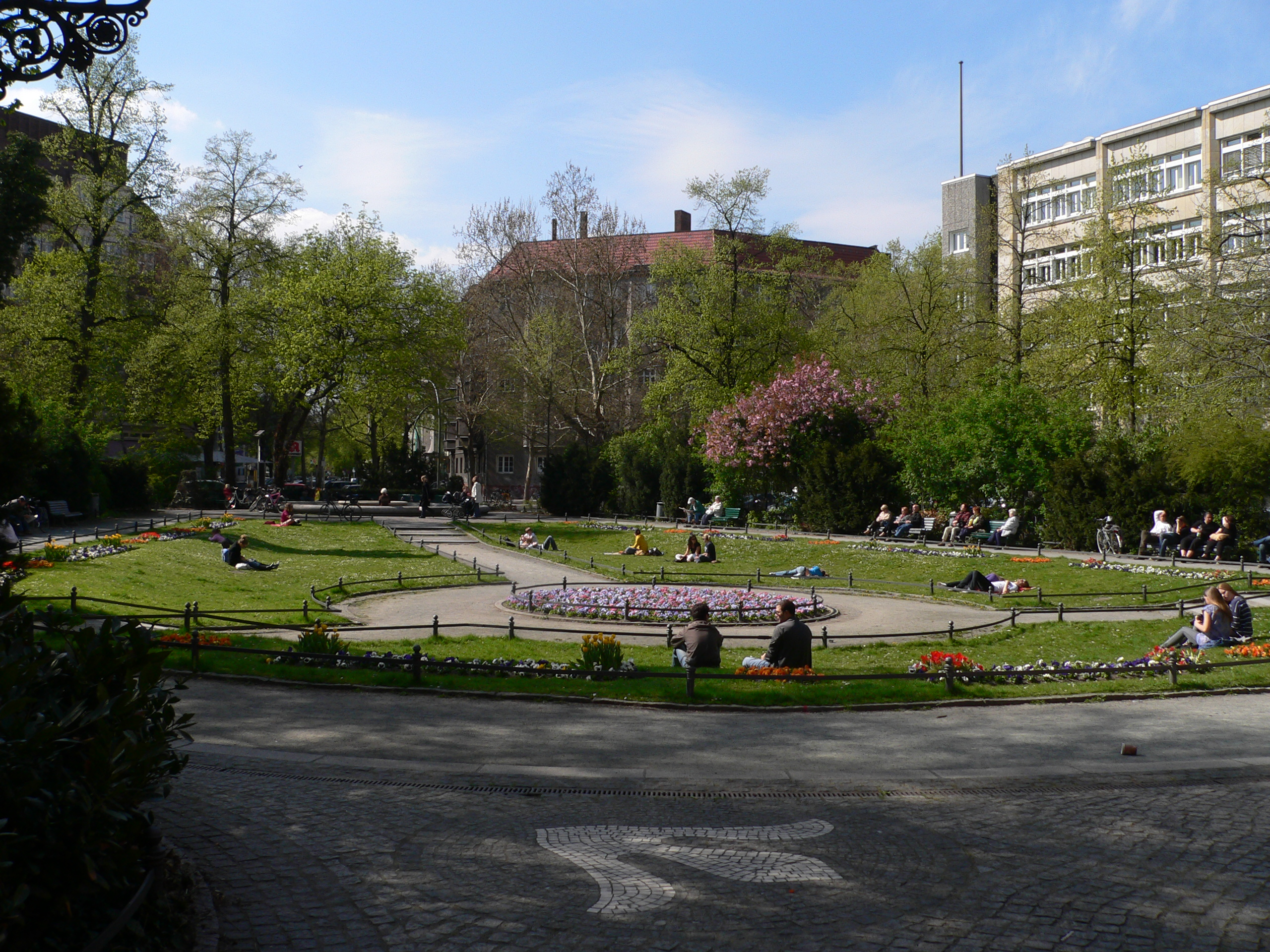
Blick über den Platz

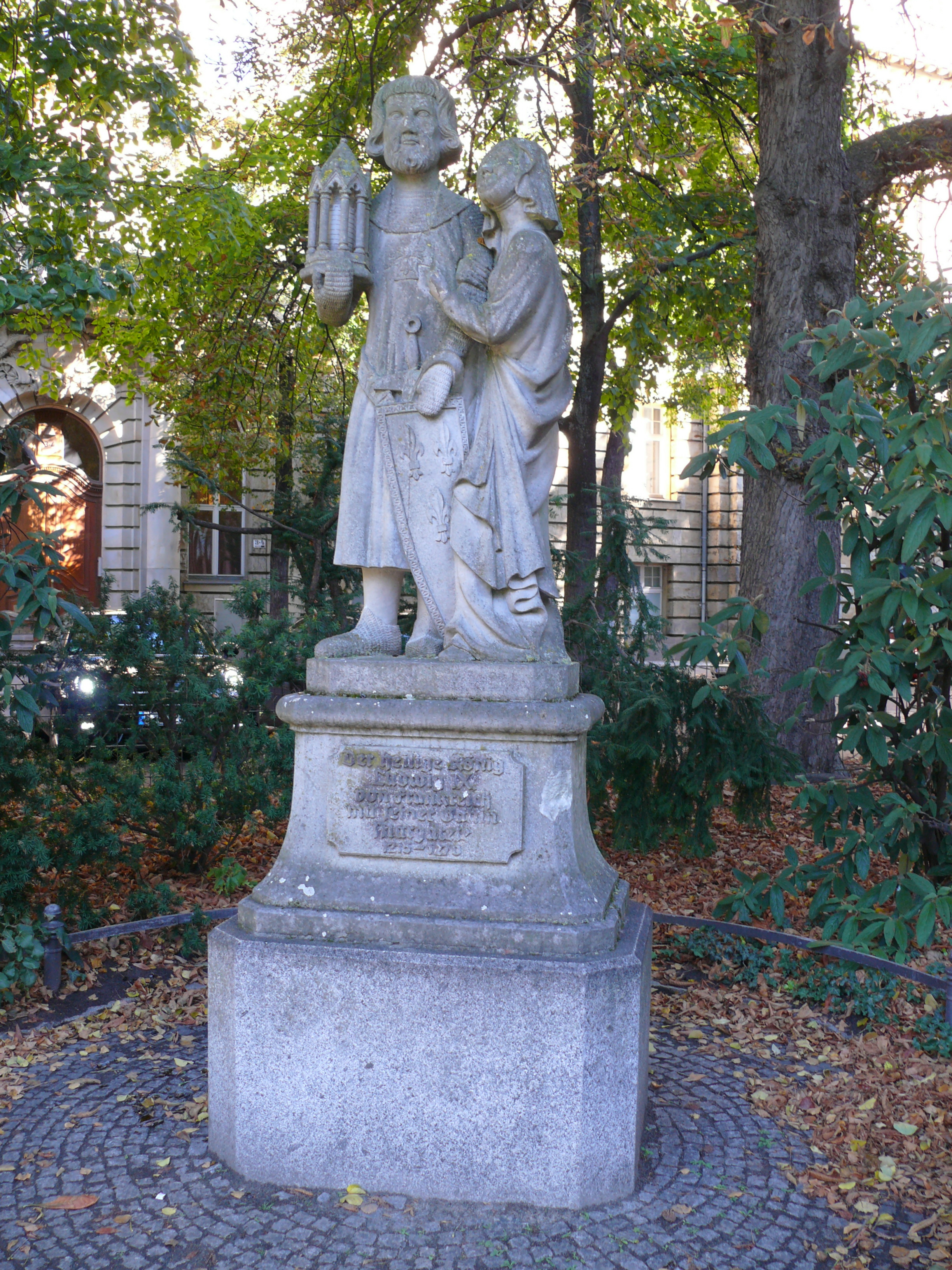
Statue Ludwigs IX. und seiner Frau Margarete, 1984

Auf den westlichen Teil erstreckt sich eine mit Büschen gegen die Straße abgeschirmte Grünfläche mit symmetrisch angelegten Rasenflächen, Blumenrabatten, Sitzgelegenheiten sowie einem Springbrunnen im westlichen Eingangsbereich. An der Nordseite befindet sich seit 1984 eine Skulptur des Patrons der Kirche, des Heiligen Ludwig und seiner Gemahlin Margarete von der Provence. Im Pflaster des Kirchenportals weisen die eingelassenen drei Lilien auf das Geschlecht derer von Wilmersdorff hin, deren Familienwappen auf die Ernennung Ludolf von Wilmersdorffs 1151 zum „Obristen zu Ross“ durch den französischen König Ludwig VII. (1120–1180) während des Zweiten Kreuzzugs zurückgeht.
Östlich der Kirche wurde der Platz in den 1980er Jahren neu gestaltet. Auf dem südöstlichen Teil wurde ein großer Kinderspielplatz angelegt, der andere Teil wurde mit Schach- und Mühlespiel-Muster gepflastert.

## „Ausgehmeile“ und prominente Anwohner
Typisch für die schon früh großbürgerlich geprägte Wohngegend sind die zahlreichen großzügig geschnittene Wohnungen. Darum ist der Ludwigkirchplatz seit je her eine begehrte Berliner Wohnadresse. Zudem ist er aufgrund der hier und in den umliegenden Straßen angesiedelten Restaurants, Cafés und teils exklusiven Geschäfte ein beliebter Treffpunkt. Am Westende des Areals, unter der Postanschrift Pariser Straße 44, befindet sich seit 2006 das Restaurant Fabulous „Route 66“ 50’s Diner Berlin. Das Route 66 ist im US-amerikanischen Retro-Look der 1950er Jahre gestaltet. Die Betreiber-GmbH wurde im Februar 2025 liquidiert. Drei Häusernummern entfernt, in der Pariser Straße 41, hatte bereits 1987 der damalige „Gastronomie-Mogul“ Walther Wehofer ein Lokal mit ähnlichem Konzept etabliert: Das inzwischen geschlossene Jimmy’s Diner galt als das erste in Deutschland eröffnete American Diner.
Um 1930 wohnte hier der Staatsrechtler Hans Peters. Weiter leben oder lebten dort Politprominenz, wie der ehemalige Bundeswirtschaftsminister Günter Rexrodt, Ex-Staatskulturminister Michael Naumann oder Mediengrößen wie Sabine Christiansen. Am Eckhaus zur Ludwigkirchstraße lebte von 1989 bis 2001 der Dirigent Claudio Abbado.

Restaurants / Cafés
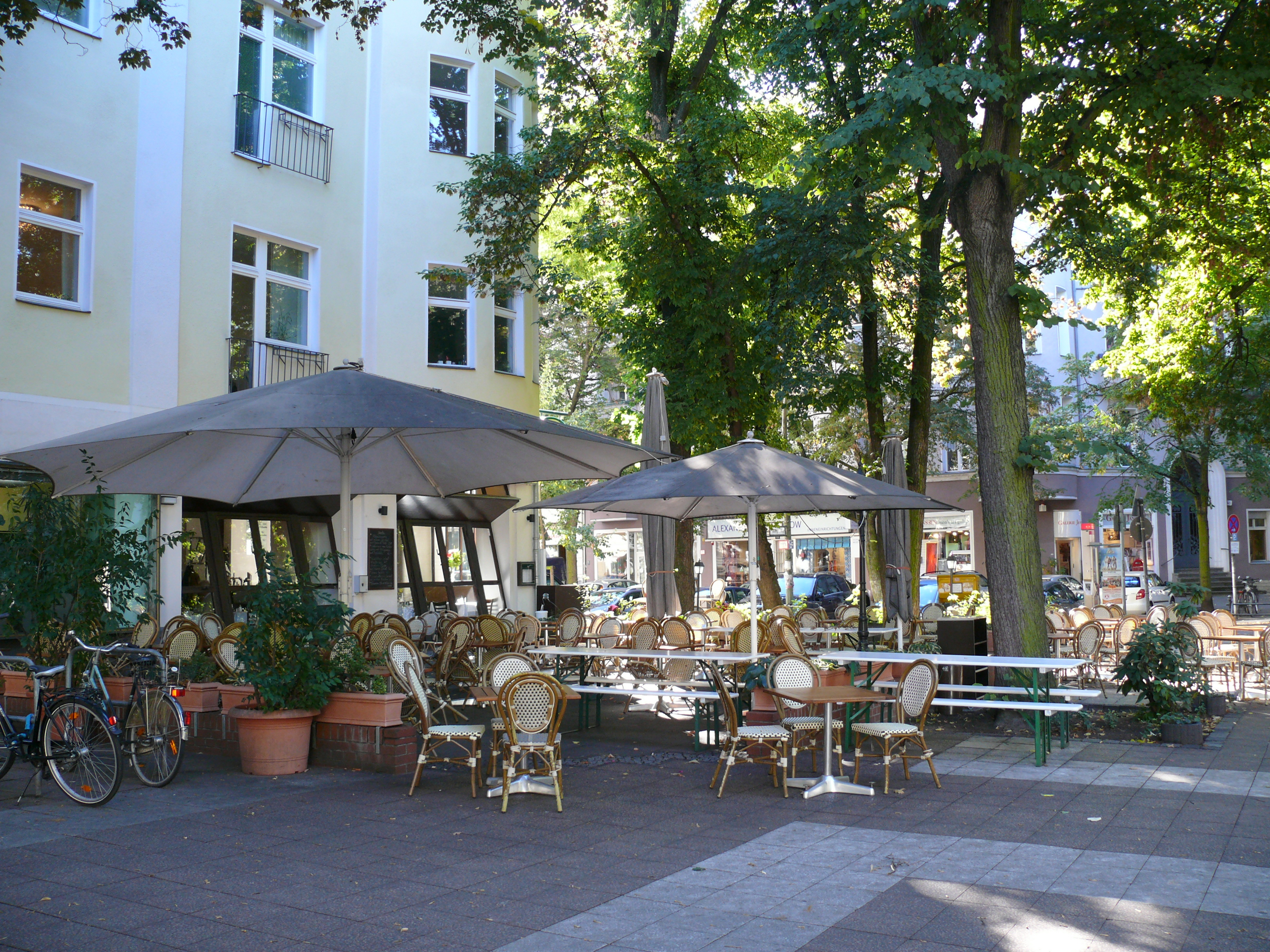
Restaurant Weyers
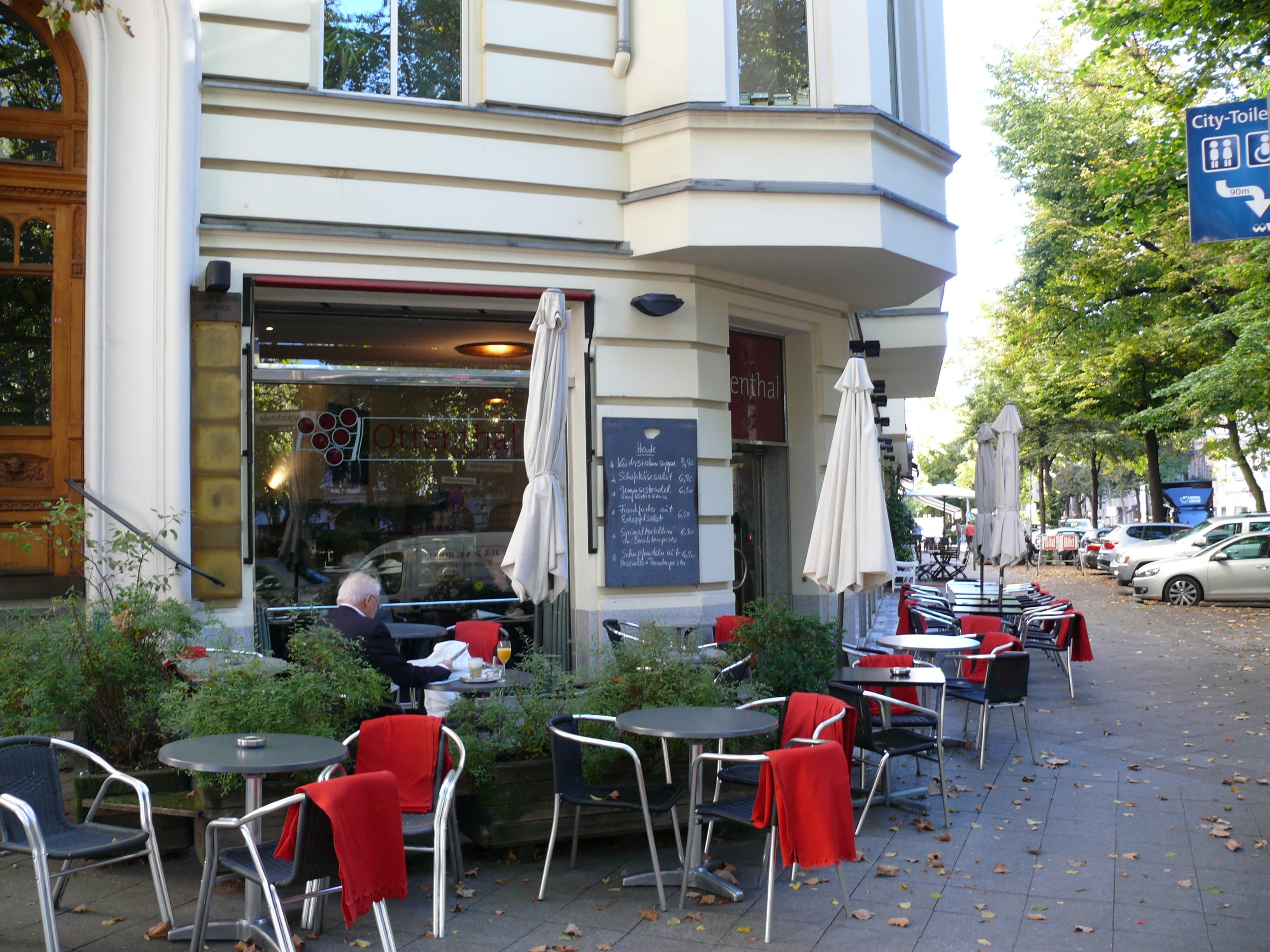
Café Ottenthal
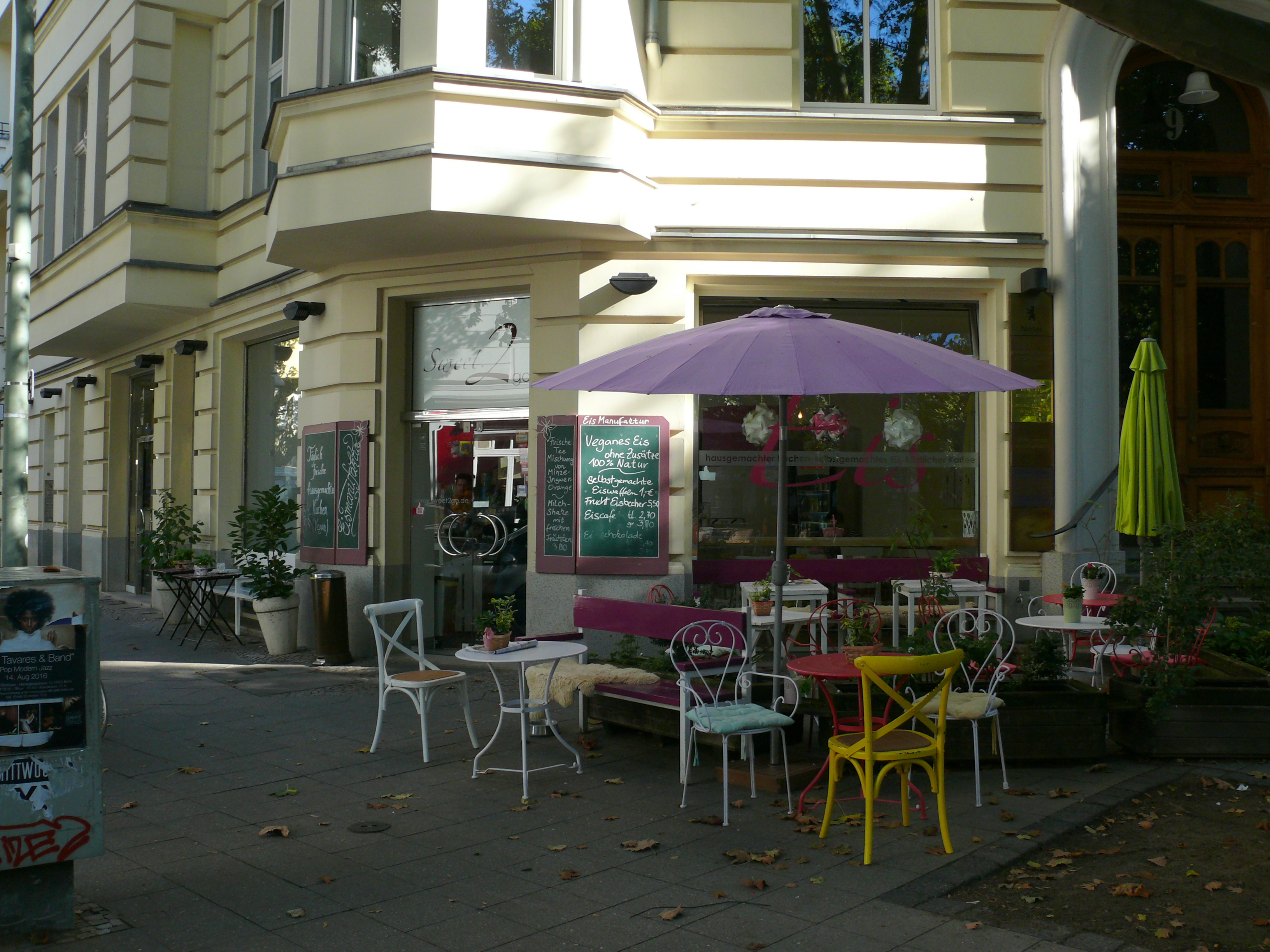
Eismanufaktur
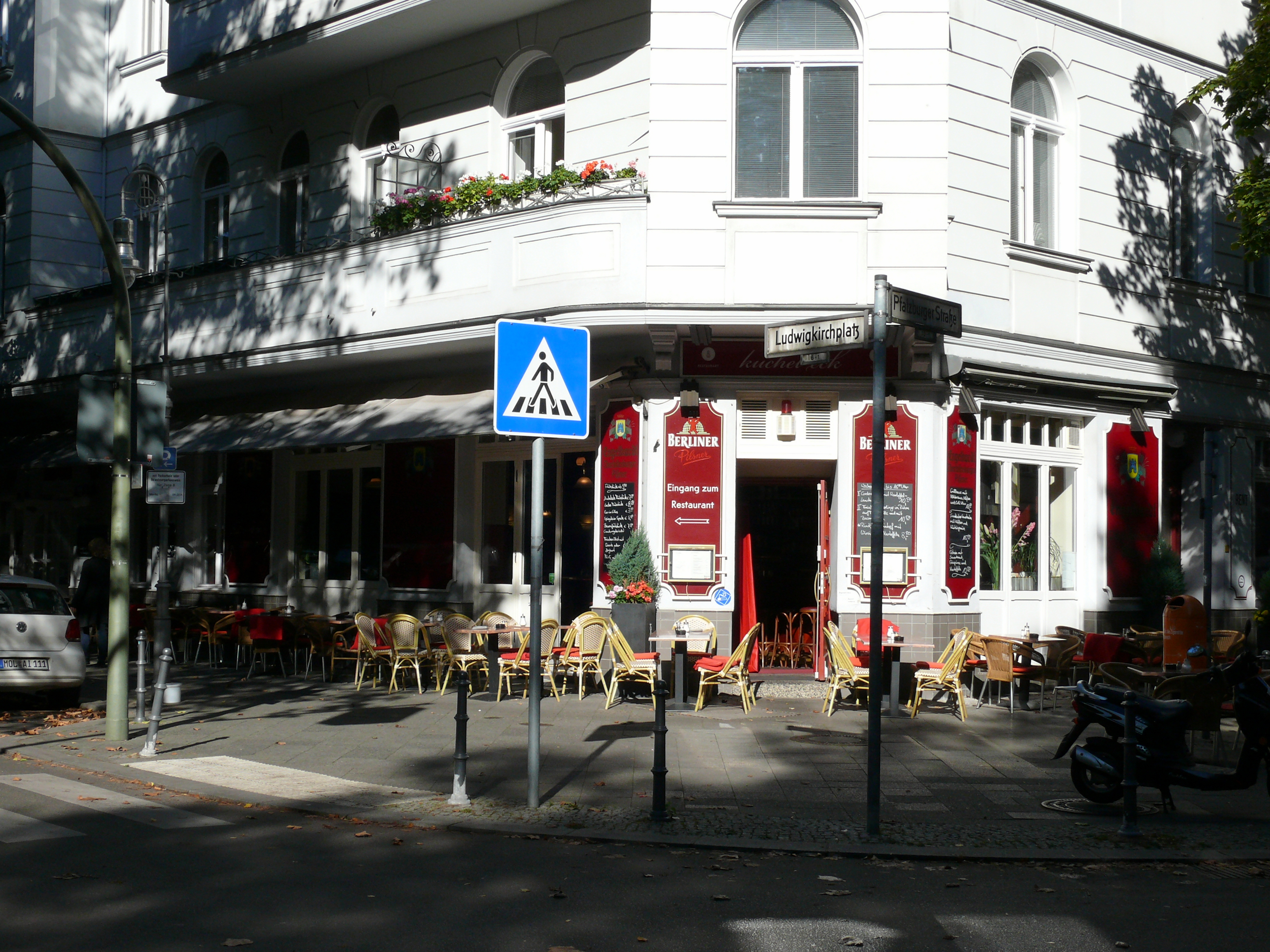
Restaurant Kuchel-Eck
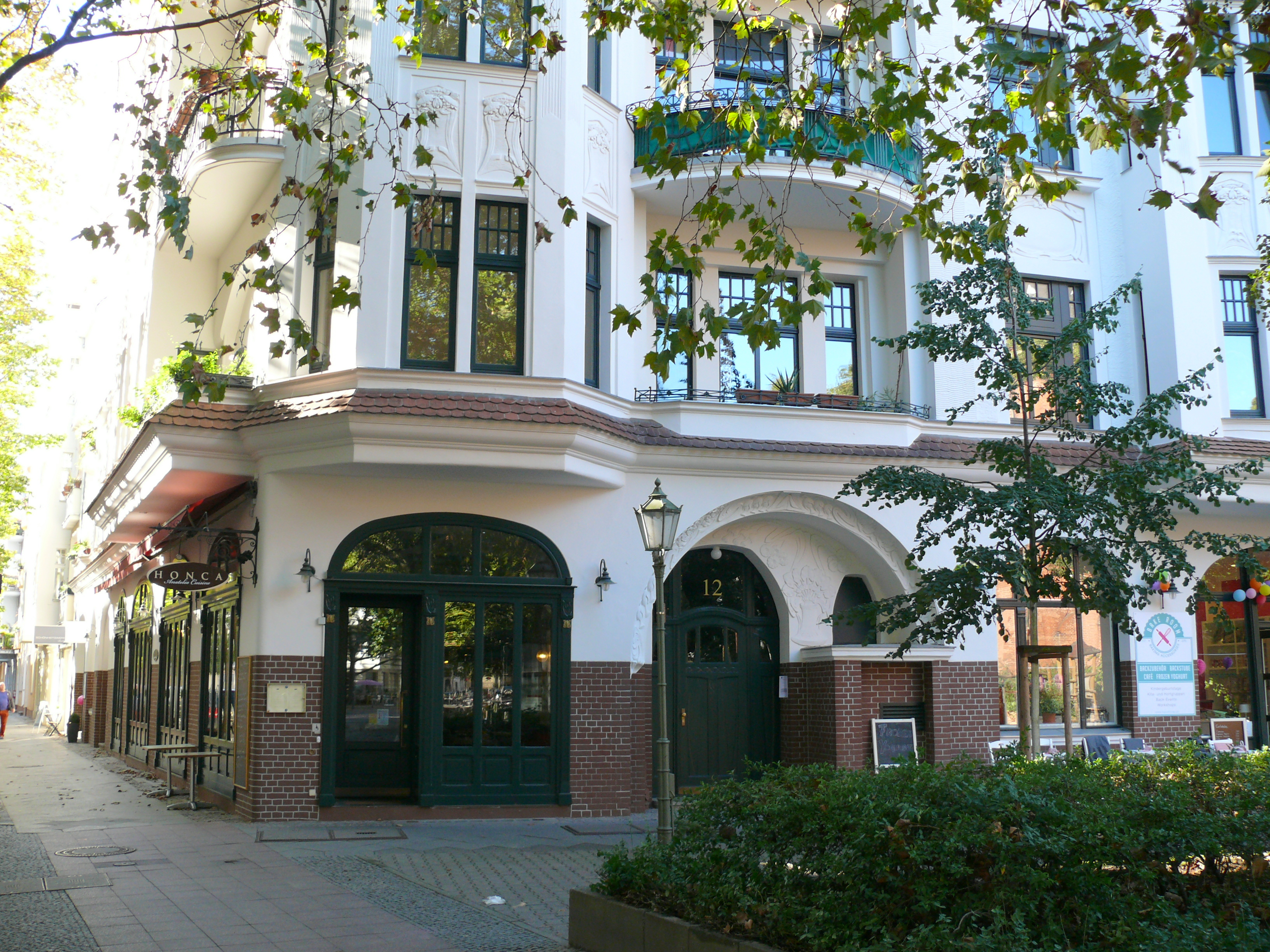
Restaurant Honca

## Stolpersteine
- Ludwigkirchplatz 2: Rose Friede (19. März 2011), Else Gottscho (19. März 2011)
- Ludwigkirchplatz 7: Rebecca Jacobsohn (19. März 2011), Max Rosenbaum (19. März 2011)
- Ludwigkirchplatz 8: Martha Heimann (19. März 2011)
- Ludwigkirchplatz 9: Denkstein für Hertha Lichtenstein
- Ludwigkirchplatz 12: Leonhard Holz (9. April 2009), Vera Nathan (29. März 2008), Adolph Welsch (29. März 2008)